# 덴류급 경순양함

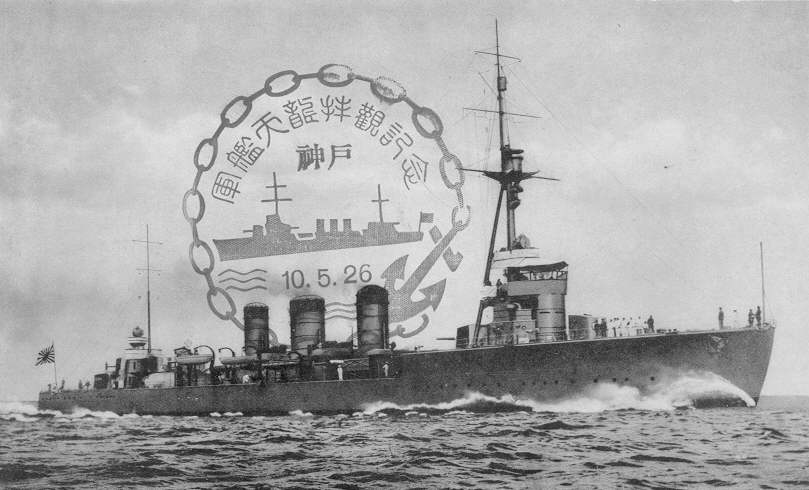

덴류급 경순양함(天龍型軽巡洋艦)은 일본 제국 해군의 이등함이다. 동급함은 2척이 제작되었고, 일본 제국 해군 최초의 경순양함이 되었다.

## 개요
84함대안이 1915년에 일부 수립되었다. 덴류급은 그 중 3,500톤급 순양함으로 2척이 계획되었다. 기본 설계는 영국 해군이 같은 시기 제작한 C급 경순양함을 참고하여 설계되었다. 어뢰 전대의 기함 임무가 기대되었다. 외관상은 경방어 선두 구축함이며, 가미가제급 구축함의 확장형이라고도 말할 수 있다.

## 동급함
| 한자 | 이름     | 제작                     | 기공       | 진수       | 완공       | 운명            |
| ---- | -------- | ------------------------ | ---------- | ---------- | ---------- | --------------- |
| 江風 | 가미가제 | 요코스카 해군 공창, 일본 | 1917-02-15 | 1917-10-10 | 1918-11-11 | 퇴역 1934-04-01 |
| 谷風 | 다니가제 | 마이즈루 해군 공창, 일본 | 1916-09-20 | 1918-07-20 | 1919-01-30 | 퇴역 1935-04-01 |

## 참고 문헌
- 해군성 / 편 《해군 제도 연혁》 4-1권 "메이지 백년사 총서 제175권, 원서방, 1971년 11월 (원저 1939년)
- 해군성 / 편 《해군 제도 연혁》 8권 "메이지 백년사 총서 제180권, 원서방, 1971년 10월 (원저 1941년)
- 해군성 / 편 《해군 제도 연혁》 10-1권 "메이지 백년사 총서 제182권, 원서방, 1972년 4월 (원저 1940년)
- 해군성 / 편 《해군 제도 연혁》 11-2권 "메이지 백년사 총서 제185권, 원서방, 1972년 5월 (원저 1941년)
- 해군역사보존회 《일본 해군의 역사》 제7권, 다이치호키 1995년